# Berg (herb szlachecki)

Herb według Baltisches Wappenbuch

Herb według Ostrowskiego

Berg (Karmel) – polski herb szlachecki.

## Opis herbu
Opis zgodnie z klasycznymi regułami blazonowania:
W polu złotym czarne skrzydło orle. Pod nim i u góry tarczy po bokach po gwieździe srebrnej. klejnot: nad hełmem w zawoju złoto-czarno-srebrnym gwiazda jak w godle między dwoma skrzydłami orlimi z prawej złotym, z lewej czarnym. Labry czarne podbite złotem i srebrem.
Juliusz Karol Ostrowski zamieszcza nieco uproszczoną wersję herbu, gdzie nad tarczą bezpośrednio korona, zaś w klejnocie skrzydło jak na tarczy. Labrów brak.

## Nazwa Karmel
Z nazwą tą zapisuje herb Juliusz Karol Ostrowski. Tymczasem z Karmelu pisała się inna rodzina o nazwisku Berg, chociaż niewykluczone, że spokrewniona z omawianą. Herb rodziny Berg von Karmel, według Uruskiego, nosił nazwę Góry.

## Najwcześniejsze wzmianki
Herb przynależny rodzinie inflanckiej przybyłej z Westfalli w XVI wieku w osobie Ottona von Berg. Rodzina może być spokrewniona z innymi inflanckimi rodzinami o nazwisku Berg, które nosiły w herbach czarnego orła bądź jego elementy - Berg z domu Kandel i Kurmis i Berg z domu Karmel. Rodzina zapisana do rejestrów szlachty estońskiej w 1745 i liwońskiej w 1747. Z rodziny tej Friedrich von Berg uzyskał w 1849 austriacki tytuł hrabiowski, następnie zatwierdzony w Finlandii w 1856.

## Herbowni
Jedna rodzina herbownych (herb własny):
Berg (Berck), von Berg z domu Kattentack.
Istniały inne rodziny Bergów (być może spokrewnione), pisząca się z innych domów, używające innych herbów.

### Znani herbowni
Fiodor Berg (Friedrich von Berg).